# Keith Dyson
Keith Dyson (Consett, 10 febbraio 1950) è un allenatore di calcio ed ex calciatore inglese, di ruolo attaccante.

## Carriera

### Giocatore
Dyson esordisce tra i professionisti all'età di 18 anni, nel 1968, segnando 5 reti in 15 presenze nella prima divisione inglese con il Newcastle Utd, club con cui vince anche la Coppa delle Fiere 1968-1969, competizione nella quale disputa 4 partite senza mai segnare; l'anno seguente vive invece la sua miglior stagione in carriera a livello realizzativo, segnando 10 gol in 20 partite in campionato e 2 gol in 6 partite in Coppa delle Fiere, competizione in cui disputa poi ulteriori 4 incontri anche nell'edizione successiva: la stagione 1970-1971 è peraltro l'unica in carriera in cui gioca regolarmente da titolare in prima divisione (35 presenze, con però solamente 5 reti segnate). Nell'ottobre del 1976, dopo ulteriori 6 presenze ed un gol con le Magpies, viene ceduto al Blackpool come contropartita tecnica nell'acquisto di Anthony Green da parte del Newcastle; rimane ai Tangerines fino al termine della stagione 1975-1976, totalizzando complessivamente 94 presenze e 30 reti in seconda divisione. Gioca poi per un biennio con i semiprofessionisti del Lancaster City; si ritira infine nel 1978, all'età di 28 anni, dopo una breve parentesi da 14 presenze e 7 reti con i Cleveland Cobras negli Stati Uniti.
In carriera ha totalizzato complessivamente 170 presenze e 55 reti nei campionati della Football League.

### Allenatore
Dal 1979 al 1982 ha allenato il Lancaster City.

## Palmarès

### Giocatore

#### Competizioni internazionali
- Coppa delle Fiere: 1

Newcastle: 1968-1969